# 農民

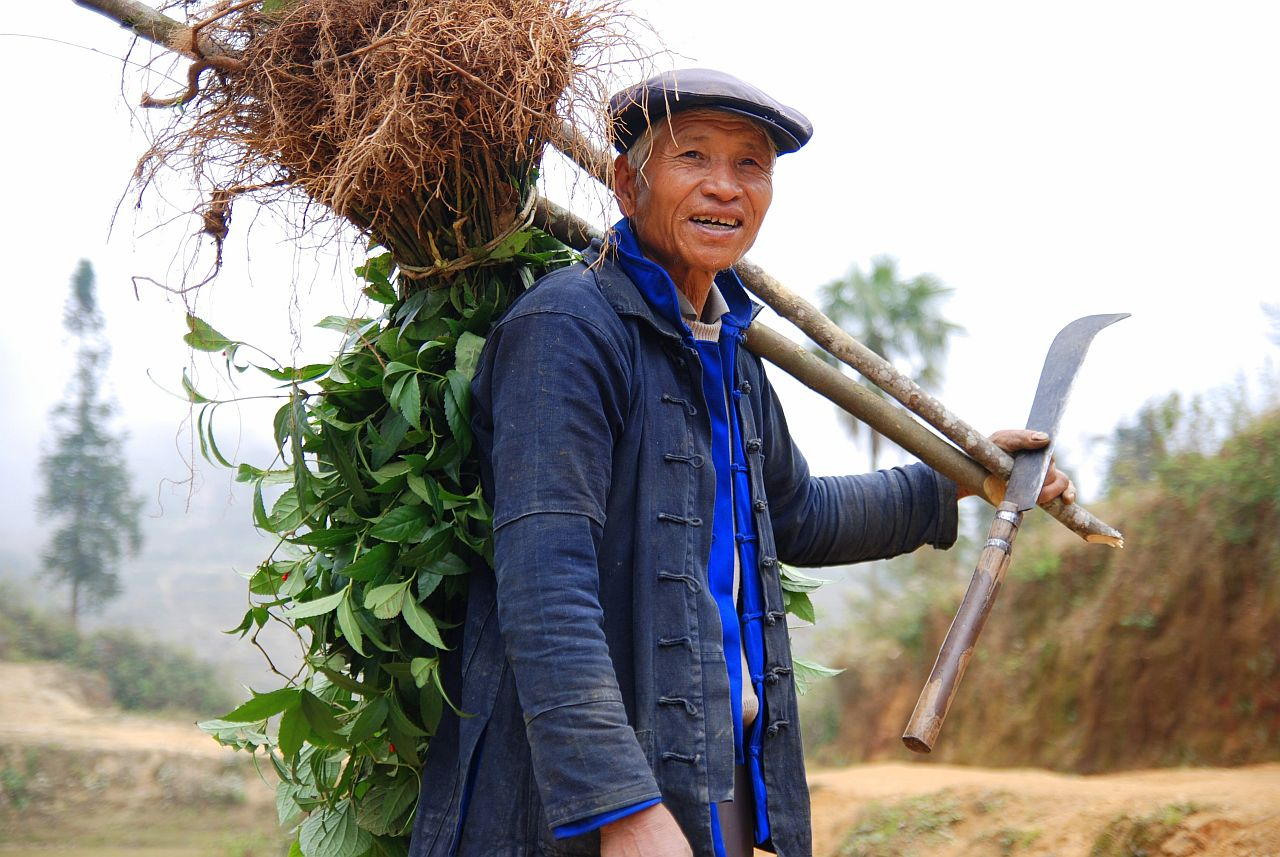
雲南農民

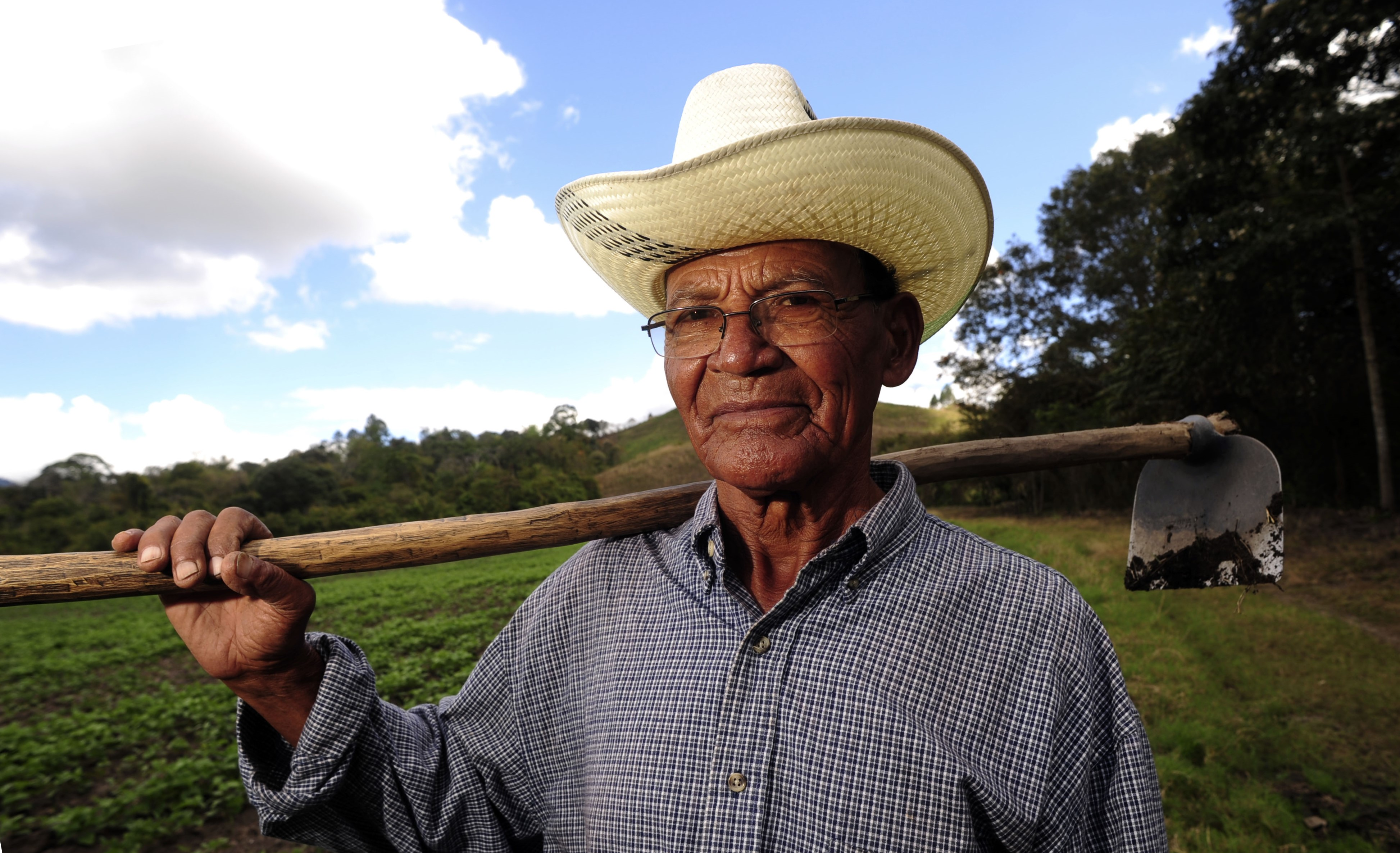
一位尼加拉瓜农民

農民，俗稱農夫、農婦，是指以農業为职业的人，其中包括以種植業、畜牧業、林業等自然经济产业为职业的人，又有称牧民、漁民等。
農民亦可指世代定居於鄉村地區的居民。農民未必以農業為職業，不過大都以家庭（戶）為單位，具有生產糧食與滿足自我食用需求的能力，但在其他生活方面卻須仰賴外在的大環境，特別是在安全保障的需要上。由於如此，農民們的生活圈往往自成一體，但屬於外在大社會的一個部份，一般稱此獨立卻又依賴的生活群體為農民社會。
在12,000年前農業开始发展，而漫长的古代社会史，民众大都从事农业。工業革命后，随着工業化，人口开始向城市转移。近代城市化进程，使得更多的人口从土地上脱离出来。

## 中國
在中国，“农民”在各个时期，伴随经济的发展水平，人们对其理解不完全相同。
清朝及其以前直至国民政府迁台以前，其时由于工业经济的落后，农民为中国社会劳动力人口主要力量，主要依靠自然经济生活，多为佃农、自耕农（包括以农业种植、养殖为主的土地主）；这期间除了随着一部分迁入城镇进行工商业经营或成为产业工人以外，绝大多数受当时国家工业发展水平的制约滞留在原有出生地，而没有土地的农村居民很多依靠给土地主打工生活，根据工期的长短这些人多被称为“长工”和“短工”，长工和短工应该属于职业，长工指常年被雇佣，短工则属于季节雇佣工。

### 中华人民共和国时期
中国大陆按照目前户籍法未颁布和实施的户籍制度，指城乡二元体制下的农业人口。在这种体制下，农民既是一种出生、个人身份，也是一种社会等级，属于社会底层的群体，农民不能像绝大多数城市居民，没有社会保障。农民群体的户籍城乡之间不能自由迁徙；计划经济时代，没有自由流动和自由择业的权利；直至1980年代，配偶当中一方在农村，另一方在城市工作，政策决定了其中的绝大多数只能两地分居，农民没有在城镇工厂就业和工作的权利。改革开放和家庭联产承包责任制以后直至1990年前后，对农民外出寻找新的生活被称为离土不离乡、盲流，这些仍旧属于对于这个群体带有的歧视性的称呼。
1980年代开始，大陆社会开始关注人的基本权利，一切以经济建设为中心，之后经济出现快速成长，农民开始自由流动，但直至1980年代后期，很多稍富的农民，开始移居城镇，并通过各种途经实现“农转非”——即从户籍制度上由农业人口转变为非农业人口，其时出现多年的“买户口”的热潮，全国主要大中城市、镇针对有钱或想做城市居民的农民，还推出了各种名目繁多的花样和价码，作为管制农民入城的门槛。
直至2000年前后，像北京、上海、广州以及全国各地其他重要城市，怕因为人口大量涌入影响本地经济发展，推出很多措施限制人的流动和迁徙，这期间就是城市之间的人口流动，都附带很多条件，被看作洪水猛兽——想养家糊口、只为寻找基本生存权利的农民，对绝大多数早已进入产业工人行列的人，想依靠基本工资入籍当地城市户口直至2005年仍旧不可能。大陆仍旧不同于欧洲和北美的工业革命时期，那时的欧美工业革命时期，很多圈地运动丧失土地、卖掉土地的农民，进入城市成为产业工人、无产阶级，大陆农民直至2005年哪怕在城市贡献了十年或更多时间，只要在打工行列，其身份仍旧是“农民工”，一般认为属于被歧视性的称呼。

### 演變
中华人民共和国成立以后，随着农村土地改革计划的完成，农村居民均获得土地，这时农民演变为“自耕农”，但维持的时间极短；随着合作化运动、大跃进和人民公社化，「自耕农」的身份很快由来得极快的“农业合作社社员”变为“人民公社社员”，“社员”的身份直至家庭联产承包责任制全面实施的1984年。
随着人民公社制度的解体，农村居民开始实际上重新拥有土地，即理论上的「包产到户」，农民开始完全拥有土地的经营权。过去的以粮食生产为主的集体经济转为农户自主经营的私营经济。农村由过去的种植业为主转向多种产业，乡镇企业（1990年代以后基本上全部转化为私人企业即“民营企业”）获得较快发展。至此，按照农业生产结构变化和就业途经，农民群体开始演化。
- 经济发达地区，出现亦工亦农的群体，多为青壮年农村劳动力，即被雇于在当地企业，同时兼顾家庭农业生产。主要集中在工商业发达地区，如沿海地区、内陆地区的城郊和集镇。
- 大量农村劳动力转入城市，其身份在各个时期有不同的称呼，如「民工」、「农民工」；这部分人由于城乡二元的户籍制度的制约，除非与所在当地的人联姻以外，直至2005年，均为不能扎根当地的外地人（外省人），除非推出户籍法并给予每个公民自由选择户籍的权利。这点，比美国政府对中国农民移入限制还要苛刻。
- 商品经济开始扎根农民的思想和行动之中，农村普遍存在雇佣和被雇佣关系。随着产业分工和发展，一部分农村家庭开始经营小型「家庭农场」，产业由之前的以粮食生产为主转向其他领域，如花卉、水果、经济林木等种植业领域，城郊地区很多家庭作坊经济体开始大量涌现，很多成为渔业、畜牧业「养殖户」，沿海地区由单个家庭或多个农户联合经营、公司化经营的各种规模的海洋水产养殖场大量出现。自1980年开始各种私人经营的便利店、商店、饭馆遍布城乡地区，城市、农村原来身份为农民涉足现代产业的各个领域，到1990年代，农村地区农户家庭之间开始普遍出现短期的雇佣和被雇佣的关系；农户或家庭的农业和其他产业的经营、各项家庭建设（表现为农民建房）由以前的“互帮互助”转化为雇佣关系。在同一时段、同一区域，每个农民即可是雇佣者、又可为同时雇佣者（彼此雇工）。农村居民壮年劳动力在农忙时节经营或帮助经营家庭农业生产，农闲时节进城务工，加入产业大军的行业。

自1980年以后，农民根据其产业重点，被冠以各种称呼。
- 粮农，指以粮食生产为主导的农民（农户）、生产组织。
- 果农，指以水果种植为主的农户、生产组织。
- 菜农，指以蔬菜种植为主的农户。
- 棉农，以棉花种植为主的农户、生产组织，主要集中在新疆和其他棉花产区。自2000年以后，从四川、甘肃和河南大量涌入新疆采摘棉花的务工农民，被媒体“名不副实”称为“棉农”，其运载专列被称为“棉农专列”，最多也是“季节棉农”；这些人被新疆当地称之为“摘棉工”。
- 养殖户，指以畜牧业和水产养殖为主的家庭。
- 专业户，1980年代大陆用语，多指农村地区生产规模比一般的家庭大，而且具有生产特色的家庭生产单位。如“运输专业户”，家庭收入来源以运输为主，兼顾传统粮食种植，收入大大高出当时的一般农户，当时至少可以高出几倍。

也有一些出身農民家庭的人因為做農工不能糊自己和家人口，而選擇移居中國其他地方定居和打工，以北京最多這類人，這類人都被統稱為新公民。